# Proconsul africanus

Proconsul africanus — вид приматів, який існував у проміжку 23-14 мільйонів років тому, в епоху міоцену. Примати були фруктоїдними і мали головний мозок більший, ніж інших мавп, хоча, ймовірно, не такий великий, як у сучасних мавп.
Свою назву проконсул отримав завдяки палеонтологу Артуру Гопвуду в 1933 році, який назвав його так на честь циркових шимпанзе, що їх традиційно називали Консулами. Вони були популярні наприкінці XIX та на початку XX століть виконували різні циркові номери, які виконували люди, серед них їзда на велосипеді чи гра на фортепіано. Пізніше були відкриті інші види Proconsul.

## Відкриття
Експедиція Луїса Лікі 1947—1948 року на острові Русінга на озері Вікторія відкрила кілька видів роду Proconsul. Луїс Лікі виявив там у 1948 році особливо повний скелет проконсула, котрий протягом ряду десятиліть існував під назвою афріканус, але був перекласифікований як Proconsul heseloni у 1993 році Аланом Вокером. У 1951 році Лікі та Ле Гро Кларк ототожнили Хоупвудового Xenopithecus koruensis («дивна мавпа з Кору, Кенія») з Proconsul africanus. У 1951 році Т. Вітворт також знайшов на острові Русінга рештки ще декількох особин проконсулів, яких він також визначив як Proconsul africanus, але вони були об'єднані Вокером разом із знахідками 1992 року у вид Р. heseloni. Цей викопний вид, який існував  18 млн років по тому, вважають можливим предком як людиноподібних мавп, так і людей.
Луїс Лікі, який був поборником теорії еволюції, казав: «Особливо важливою істотою для створення уявлення про еволюційну теорію був Proconsul africanus. Його ікла нагадують такі у шимпанзе, тоді як його чоло нагадує нам наше власне. Мені здається, однак, що він більшою мірою предок мавп, а не людини, отже його бічна гілка».

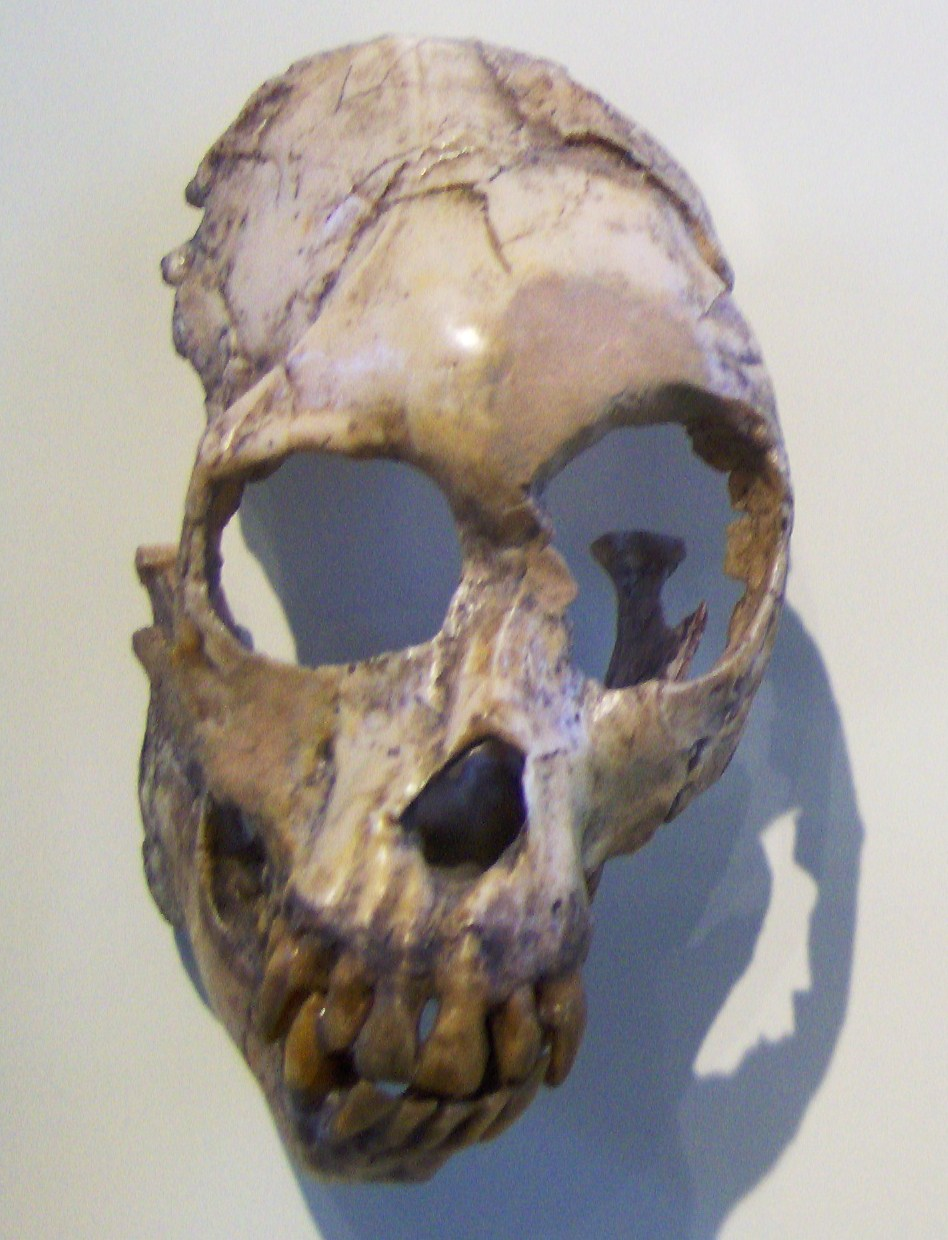
Череп P. africanus